# Sari Mulya (Pangkalan Lesung)
Sari Mulya is een bestuurslaag in het regentschap Pelalawan van de provincie Riau, Indonesië. Sari Mulya telt 1246 inwoners (volkstelling 2010).